# آیدا یسپیکا
آیدا ماریا یسپیکا خائیمه (اسپانیایی: Aída María Yéspica Jaime‎؛ ‏ تلفظ اسپانیایی: [aˈiða maˈɾi.a ˈʝespika ˈxajme]؛ ‏ زادهٔ ۱۵ ژوئیهٔ ۱۹۸۲) بازیگر و مدل و مجری و شخصیت تلویزیونی اهل ونزوئلا است. وی در دهه‌های ۲۰۰۰ و ۲۰۱۰ نماد جذابیت بود و تصویرش بر روی تقویم‌های برهنه و در تبلیغات تلویزیونی مشاهده می‌شد و در چندین فیلم و سریال تلویزیونی بازی کرد.